# The Technological Society
The Technological Society (franz. La technique ou l'enjeu du siècle) ist eine 1954 erstmals erschienene Veröffentlichung des französischen Soziologen Jacques Ellul. 1964 folgte die englische Übersetzung.

## Inhalt
Das Buch behandelt die Definition von Technik (engl. und franz. technique) als „Gesamtheit aller Methoden, die rational entstanden sind und absolute Effizienz haben“. Damit schließt er eine Interpretation von Technik als Technologie bzw. Maschinen aus. Er behandelt kurz die historische Anwendung der Technik und geht dann zur modernen Technik und ihren Charakteristiken über. Anschließend folgt eine Analyse des Einflusses der Technik auf Wirtschaft und Staat. Das vorletzte Kapitel behandelt „menschliche Techniken“, das letzte wird durch einen Blick auf die Zukunft gebildet.
Eines der wichtigsten Ergebnisse des Buches ist, dass die moderne Technik keinen wissenschaftlichen Ursprung, sondern einen religiösen habe. Er vergleicht die Ekstase durch Technik mit der durch die Religion.

## Rezeption
Aldous Huxley, auf dessen Initiative hin das Buch auf Englisch übersetzt wurde, bezeichnete es als das beste europäische Werk zum Thema „Einfluss der Technologie auf die Gesellschaft“. Die amerikanische Wochenzeitschrift The Nation schätzte es als „eines der wichtigsten Bücher der zweiten Hälfte des 20. Jahrhunderts“ ein.